# 649 v.Chr.
Het jaar 649 v.Chr. is een jaartal volgens de christelijke jaartelling.

## Gebeurtenissen

### Assyrische Rijk
- Koning Assurbanipal bouwt de Bibliotheek van Nineve, deze bevat duizenden kleitabletten waaronder het Gilgamesj-epos en eponiemenlijsten. De lijsten zijn astronomisch vastgelegd en verschaffen informatie over de vroegste absolute historische dateringen die tot op een jaar nauwkeurig zijn.
- Assurbanipal verovert Babylon na een belegering van drie jaar. De kronieken vermelden dat de bevolking in een wanhoopsdaad: "door honger gedreven het vlees van hun zonen en dochters aten".
- Shamash-shum-ukin, koning van Babylon, verteerd door angst en afgunst kiest voor zelfmoord in de vlammen van zijn paleis.
- Assurbanipal neemt wraak op de Babyloniërs: "Ik voerde hun lichamen, in kleine stukjes gesneden, aan de honden, varkens, gieren en adelaars".
- Kandalanu (649 - 627 v.Chr.) wordt benoemd tot onderkoning van Babylon.

### Italië
- Griekse kolonisten uit Zancle (Messina (stad)) stichten de handelsnederzetting Himera op de noordkust van Sicilië.

## Overleden
- Shamash-shum-ukin, koning van Babylon